# Ekorrhimmelns naturreservat
Ekorrhimmelns naturreservat är ett naturreservat i Storumans kommun i Västerbottens län.
Området är naturskyddat sedan 2024 och är 199 hektar stort. Reservatet ligger norr om Storuman och består av höjder med grannaturskogar med spridda gamla tallar och inslag av asp och sälg